# Gasteracantha crucigera
Gasteracantha crucigera là một loài nhện trong họ Araneidae.
Loài này thuộc chi Gasteracantha. Gasteracantha crucigera được miêu tả năm 1877 bởi Bradley.